# Sorex alpinus
Sorex alpinus là một loài động vật có vú trong họ Chuột chù, bộ Soricomorpha. Loài này được Schinz mô tả năm 1837.